# Jack Lawrence (parolier)
Pour l’article homonyme, voir Jack Lawrence.
Jack Lawrence (7 avril 1912 – 16 mars 2009) est un parolier américain. Il figure au Songwriters Hall of Fame depuis 1975.

## Biographie
Jack Lawrence, de son vrai nom Jacob Louis Schwartz, est né à Brooklyn, New York. Il est le troisième des quatre garçons d'une modeste famille juive orthodoxe. Ses parents Barney (Beryl) Schwartz et Fanny (Fruma) Goldman Schwartz étaient cousins germains et avaient fui leur ville de Belaïa Tserkov en Ukraine pour s'installer aux États-Unis en 1904.
Lawrence écrit des chansons dès l'enfance mais, après avoir décroché un diplôme de la Thomas Jefferson High School, sous la pression parentale, il s'inscrit au First Institute of Podiatry où il obtient un doctorat en 1932. Cette même année voit la première publication d'une de ses chansons et il décide immédiatement de se consacrer à l'écriture au détriment de la médecine podiatrique. Cette chanson, Play, Fiddle, Play, connaît un succès international et il devient membre de l'ASCAP, toujours la même année, à l'âge de vingt ans.
Au début des années 1940, Lawrence et plusieurs autres paroliers à succès fondent une revue, Songwriters on Parade (en), qui se produit tout le long de la côte Est, sur les circuits Loew's et Keith.
Lawrence rejoint le Service Maritime des États-Unis pendant la Deuxième Guerre mondiale. En 1943, il est lieutenant et écrit la chanson officielle du Service Maritime et de la Marine Marchande, Heave Ho! My Lads, Heave Ho!.
Une des premières chansons majeures de Jack Lawrence après son service est Yes, My Darling Daughter (en), créée par Dinah Shore dans l'émission de radio d'Eddie Cantor. La chanson est le premier disque de Shore. Une autre chanson, If I Didn't Care, est le premier succès de The Ink Spots. Enfin, bien que Frank Sinatra soit déjà un chanteur de big band reconnu, All or Nothing at All, écrit par Lawrence, est le premier succès solo de Sinatra.
En 1946, il écrit les paroles en anglais de Beyond the Sea, rendue célèbre aux États-Unis par Bobby Darin et basée sur La Mer de Charles Trenet. La même année, Lawrence publie une chanson écrite pendant son service durant la guerre, Linda. Elle sort en février 1947 et reste deux semaines en première position des classements. La chanson a été écrite pour la fille de son avocat Lee Eastman, Linda Eastman, alors âgée de cinq ans, et qui épousera Paul McCartney en 1969.

En 1954, Lawrence écrit les paroles anglaises de La Goualante du pauvre Jean qui devient The Poor People of Paris.
En collaboration avec le compositeur Walter Gross, Lawrence écrit les paroles de Tenderly, la chanson-phare de Rosemary Clooney.
Avec Richard Myers, il écrit Hold My Hand, qui figure dans le film Susan Slept Here et est nommée pour l'Oscar de la meilleure chanson en 1955.
Sur une musique d'Eric Oates, il écrit les paroles de Sleepy lagoon, popularisée par les Platters en 1959.
Lawrence meurt le 16 mars 2009 à 96 ans, des suites d'une chute dans sa maison de Redding, Connecticut.